# Paweł Mazowski
Paweł Mazowski (ur. 2 marca 1983 w Jaworznie) – polski siatkarz, grający na pozycji przyjęcie z atakiem.
Swoją karierę rozpoczął w Górniku Jaworzno. W roku 1998 zasilił szeregi częstochowskiego AZS, z którym trzykrotnie zdobył Mistrzostwo Polski Juniorów. Następnie przeniósł się do Energetyka Jaworzno, a po roku do pierwszoligowej Avii Świdnik, w której spędził 3 sezony. Po tym okresie na jeden sezon związał się z zespołem Delic-Pol Norwid Częstochowa, po czym przeniósł się do ligi austriackiej, gdzie bronił barw GCC Feldkirch. W sezonie 2008/2009 rozpoczął grę w Holandii, w pierwszoligowym klubie STV Tilburg/P, z którym w sezonie 2009/2010 zdobył mistrzostwo i awansował do najwyższej ligi- A-League.

## Kluby
- Górnik Jaworzno
- AZS Częstochowa
- Avia Świdnik
- Delic-Pol Norwid Częstochowa
- GCC Feldkirch
- STV Tilburg/P
- Nesseland Rotterdam

## Sukcesy
- trzykrotne Mistrzostwo Polski Juniorów (2000, 2001, 2002)
- srebro MP kadetów (1999)
- brąz MP juniorów (2000)
- V miejsce w rozgrywkach I ligi serii B (2003/2004 i 2005/2006)
- III miejsce w klasyfikacji najlepiej atakujących ligi austriackiej (2007/2008)
- III miejsce w rozgrywkach pierwszej ligi holenderskiej B-League (2008/2009)
- I miejsce w rozgrywkach pierwszej ligi holenderskiej B-League (2009/2010)
- awans do najwyższej ligi holenderskiej A-League (2009–2010)